# Monte Pellegrino
Der Monte Pellegrino („Pilgerberg'“) ist ein Berg an der Nordküste Siziliens. Er liegt etwa vier Kilometer nördlich des Stadtzentrums von Palermo. Die maximale Höhe des Kalkberges beträgt 606 Meter.
In Felsen geritzte Zeichnungen aus der Altsteinzeit, die man in den Addaura-Höhlen am Monte Pellegrino entdeckte, zeigen, dass hier schon in prähistorischer Zeit Menschen lebten. Im 3. Jahrhundert v. Chr. belagerte Pyrrhos im Kampf gegen die Karthager den Berg. Von 248 v. Chr. an besetzte ihn Hamilkar, bis Palermo und Umgebung 245 v. Chr. von den Römern erobert wurden.
Seit dem 17. Jahrhundert ist der Monte Pellegrino ein bedeutender Wallfahrtsort. 1625 fand man in einer 25 Meter tiefen Höhle den unverwesten Leichnam der heiligen Rosalia. Als man ihre Reliquien nach Palermo brachte, endete eine Pestepidemie und die hl. Rosalia wurde zur Schutzpatronin der Stadt erklärt. Die Höhle befindet sich auf einer Höhe von 458 Metern. Dem Eingang wurde 1625 eine Kapelle im Barockstil vorgebaut. Im Inneren befindet sich ein gläserner Reliquienschrein mit der liegenden Gestalt der hl. Rosalia. Der Bildhauer Gregorio Tedesco schuf die Marmorstatue, die in ein kostbares Kleid aus Gold gehüllt ist, im 17. Jahrhundert.
Goethe beschrieb den Monte Pellegrino in seiner Italienischen Reise als „das schönste Vorgebirge der Welt“. In den Sommermonaten sind der Parco della Favorita und die Pinienwälder des Berges ein beliebtes Ausflugsziel der Palermitaner. Auf einer Aussichtsplattform mit einer Statue der Santa Rosalia gibt es regelmäßig Musik- und Theateraufführungen. Jährlich am 14. und 15. Juli feiert man die hl. Rosalia beim „Festino“. In der Nacht vom 3. auf den 4. September findet zu Ehren der Schutzheiligen alljährlich eine Wallfahrt auf den Berg statt, die Acchianata Santa Rosalia. 
Ein in den 1950er Jahren durchgeführtes Bergrennen wird heute nur noch mit historischen Fahrzeugen und nicht auf Höchstgeschwindigkeit durchgeführt.
1996 erklärte man das Gebiet um den Monte Pellegrino zum Naturschutzgebiet Riserva Naturale Monte Pellegrino, um die Höhlen mit steinzeitlichen Felsenbildern zu schützen.